# داء الانسداد الوريدي الرئوي
داء الانسداد الوريدي الرئوي PVOD)) هو شكل نادر من أشكال ارتفاع ضغط الدم الرئوي الناجم عن الانسداد التدريجي للأوردة الصغيرة في الرئتين. يؤدي الانسداد إلى ارتفاع ضغط الدم في شرايين الرئتين، مما يؤدي بدوره إلى قصور القلب. يعتبر هذا المرض تقدميًا وقاتلًا، ويبلغ متوسط البقاء على قيد الحياة حوالي عامين من وقت التشخيص حتى الوفاة. وعلاجه النهائي هو زراعة الرئة.

## الأعراض والعلامات
أعراض مرض الانسداد الوريدي الرئوي هي كما يلي:
- ضيق في التنفس
- إعياء
- إغماء
- نفث الدم
- صعوبة التنفس (الاستلقاء بشكل مسطح)
- ألم صدر
- زرقة
- احتقان الكبد والطحال

## المسببات
السبب الجيني لمرض انسداد الوريد الرئوي هو طفرات في جين EIF2AK4. على الرغم من أن هذا لا يعني عدم وجود أسباب أخرى محتملة، مثل العدوى الفيروسية وخطر المواد الكيميائية السامة (أدوية العلاج الكيميائي).

## الفيزيولوجيا المرضية
قد يكون لمرض الانسداد الرئوي أساس وراثي، فقد أشارت التقارير المنشورة إلى حدوث حالات مميتة يبدو أنها تمتلك نمطًا عائليًا، ونمط انتقالها بشكل خط جنسي إلى حد كبير. من أهم إمراضيات داء الانسداد الوريدي هو انسداد الأوعية الدموية الرئوية، قد يكون هذا بسبب النسيج المتورم (النسيج الليفي المتصلب). يلاحظ وجود سماكة في الأوردة الحاجزية المفصصة، وتوسع في الأوعية اللمفاوية. علاوة على ذلك، تتوسع الشعيرات الدموية السنخية (بسبب الضغط الخلفي).

## التشخيص
لا يمكن تشخيص مرض الانسداد الوريدي الرئوي بشكل جيد إلا من خلال خزعة الرئة. قد تُظهر فحوصات التصوير المقطعي المحوسب نتائج مميزة مثل عتامة الزجاج المصنفر في الفصوص المركزية، واعتلال العقد اللمفية المنصفية، لكن هذه النتائج غير محددة ويمكن رؤيتها في حالات أخرى. ومع ذلك، عادة ما يُشير وجود انصباب جنبي (يُشخص من خلال الأشعة المقطعية) مع ارتفاع ضغط الدم الرئوي (الذي يكشف عنه من خلال الفحص البدني)، إلى تشخيص مرض انسداد الوريد الرئوي. يشير الإنذار عادة إلى متوسط عمر متوقع هي عامين (24 شهرًا) بعد التشخيص.

## العلاج
يمكن أن تكون علاجات ارتفاع ضغط الدم الرئوي الأولي مثل البروستاسيلين ومضادات مستقبلات الإندوثيلين قاتلة للأشخاص المصابين بداء الانسداد الوريدي الرئوي بسبب تطور وذمة رئوية شديدة، وقد يكون تفاقم الأعراض بعد بدء هذه الأدوية دليلاً على تشخيص مرض انسداد الوريد الرئوي.
العلاج النهائي هو زراعة الرئة، على الرغم من أن رفض الزرع هو احتمال دائم، يجب أن تؤخذ تدابير العلاج والدواء المناسبين.

## وبائيات المرض
يعد مرض الانسداد الوريدي الرئوي نادرًا ويصعب تشخيصه وربما يُشخص بشكل خاطئ على أنه ارتفاع ضغط الدم الشرياني الرئوي مجهول السبب. يقدر معدل الانتشار في أجزاء من أوروبا بحوالي 0.1-0.2 حالة لكل مليون.
يحدث داء الانسداد الوريدي الرئوي بشكل متكرر عند الرجال والنساء بنسب متساوية، ويتراوح العمر عند التشخيص من 7 إلى 74 عامًا بمتوسط 39 عامًا. قد يحدث المرض عند الأشخاص الذين يعانون من أمراض مرافقة مثل مرضى فيروس نقص المناعة البشرية وزرع نخاع العظام وأمراض النسيج الضام. ارتبط داء الانسداد الوريدي الرئوي أيضًا بالعديد من أنظمة العلاج الكيميائي مثل البليومايسين، وBCNU، والميتومايسين.

## وجوده في المجتمع
كلوي تيمتشيني، مغنية وكاتبة أغاني أمريكية كانت مصابة بداء الانسداد الوريدي الرئوي.